# Sisyphus mendicus
Sisyphus mendicus là một loài bọ cánh cứng trong họ Bọ hung (Scarabaeidae).